# Clash (série télévisée, 2012)
Pour les articles homonymes, voir Clash.
Clash est une série télévisée française en six épisodes de 52 minutes produite par Scarlett Production et Chic Film diffusée entre le 9 et le 23 mai 2012 sur France 2.

## Synopsis
La série est centrée sur les relations complices ou compliquées entre les enfants et leurs parents. On y découvre un groupe d'amis au sein d'une même classe. Chaque épisode se focalise sur l'un d'eux et sur sa famille. D'épisode en épisode, le personnage central devient un personnage secondaire et inversement.

## Distribution

### Les adolescents
- Thomas Solivérès : Robin Pons
- Camille Claris : Olivia Sebag
- Simon Koukissa : Hugo Diop
- Thomas Silberstein : Dylan Boitel
- Arthur Jacquin : Cassius Kazinski
- Alysse Hallali : Émilie Rossignol
- Zara Prassinot : Kelly Boitel
- Niels Schneider : Raphaël

### Leur famille
- Laure Marsac : Adèle Pons, mère de Robin
- Éric Métayer : Jacques Pons, père de Robin
- Cristiana Reali : Yasmin Naderi, mère d'Olivia
- Jérôme Kircher : Georges, compagnon de la mère d'Olivia
- Michel Jonasz : Yvan Sebag, père d'Olivia
- Anne Charrier : Bérénice Diop, mère d'Hugo
- Ériq Ebouaney : Abel Diop, père d'Hugo
- Christine Citti : Annie Boitel, mère de Dylan et Kelly
- Catherine Mouchet : Pauline Kazinski, mère de Cassius
- Serge Riaboukine : Igor Kazinski, père de Cassius
- Mathilda May : Laure Rossignol, mère d'Émilie
- Jean-Pierre Lorit : Ludo Rossignol, père d'Émilie
- Claire Nebout : Sylvia

### Les professeurs
- Marie Berto : Madame Giroux, professeure de français

## Épisodes
| # | Titre français                | 1re diffusion | Audience     |
| - | ----------------------------- | ------------- | ------------ |
| 1 | Robin : La maladie d'amour    | 9 mai 2012    | 2,6 millions |
| 2 | Olivia : Hymen                | 9 mai 2012    | 2,2 millions |
| 3 | Hugo : Le mérite d'être clair | 16 mai 2012   | 1,6 million  |
| 4 | Dylan : Le funambule          | 16 mai 2012   | 1,4 million  |
| 5 | Cassius : L'école des hommes  | 23 mai 2012   | 1,7 million  |
| 6 | Émilie : La valse aux baisers | 23 mai 2012   | 1,5 million  |

### Audiences
Les audiences ont été très faibles et la série a réalisé en moyenne 6 % de part d'audience, et se trouve dépassée par plusieurs chaines de la TNT.

## Commentaires
- Le générique de la série est interprété par Placebo. Il s’agit de la chanson « You Don't Care About Us », extrait de l’album « Without You I’m Nothing », sorti en 1998 et sur lequel on trouve également leur tube « Every You Every Me »[4].

- Les jeunes acteurs ont d’abord tourné ensemble les scènes de lycée, avant de jouer les scènes en famille, afin de créer une cohésion de groupe[4].